# Martin Sheen
Martin Sheen, właśc. Ramón Gerard Antonio Estévez (ur. 3 sierpnia 1940 w Dayton) – amerykański aktor filmowy i telewizyjny, działacz pacyfistyczny pochodzenia irlandzkiego i hiszpańskiego. Występował w roli głównej w filmie Czas apokalipsy (1979) i jako prezydent Josiah Bartlet w serialu Prezydencki poker (1999–2006).
22 sierpnia 1989 otrzymał gwiazdę w Alei Gwiazd w Los Angeles znajdującą się przy 1500 Vine Street.

## Życiorys
Urodził się w Dayton w stanie Ohio jako siódme z dziesięciorga dzieci irlandzkiej imigrantki Mary-Ann (z domu Phelan; 1903–1951) i hiszpańskiego pracownika Francisco Estéveza Martíneza (1898–1974). Wychowywał się w wierze katolickiej. Po ukończeniu Chaminade High School w Dayton, udał się do Nowego Jorku, by rozpocząć karierę aktorską jak jego nieżyjący idol James Dean. Aby nie być dyskryminowanym ze względu na swoje hiszpańskie imię, wybrał angielski pseudonim artystyczny – imię Martin od reżysera castingu CBS, Roberta Dale’a Martina, a nazwisko Sheen przyjął na cześć pisarza, publicysty i arcybiskupa katolickiego Fultona Johna Sheena.
W późnych latach 50. XX wieku, dołączył do grupy teatralnej Juliana Becka i Judith Maliny, z którą występował w latach 1959-1961, m.in. w przedstawieniu The Connection. W 1964 trafił na Broadway w spektaklu Never Live over a Pretzel Factory. Zadebiutował na kinowym ekranie jako nastoletni Artie Connors, który wraz ze swoim wspólnikiem terroryzował metro 15 New York Travel, w dreszczowcu Larry’ego Peerce Incydent (The Incident, 1967) u boku Tony’ego Musante, Beau Bridgesa, Ruby Dee, Donny Mills i Thelmy Ritter. Rok potem wystąpił w roli Timmy’ego Cleary w ekranizacji powieści Franka D. Gilroy Róże w tytule (The Subject Was Roses, 1968) z Patricią Neal i Jackiem Albertsonem. W 1967 odniósł sukces sceniczny w roli tytułowej w nowoczesnej wersji Hamleta na off-Broadwayu. Pod pseudonimem Ramon G. Estevez napisał także sztukę Down the Morning Line, wydaną w 1969 roku przez „The Public Theatre”.
Gościnnie pojawiał się w serialach, w tym Mission: Impossible (1969), Hawaii Five-O (1970) czy Columbo (1972). Zagrał postać podporucznika Dobbsa w czarnej komedii Mike’a Nicholsa Paragraf 22 (Catch 22, 1970).
W latach 70. promował role młodych mężczyzn, którzy buntują się i gardzą konwencjami społecznymi, taki był w dramacie kryminalnym Terrence’a Malicka Badlands (1973) w roli nieobliczalnego, niedojrzałego i niebezpiecznego Kita. Przełomem w karierze stała się rola kapitana Benjamina L. Willarda w dramacie wojennym Francisa Forda Coppoli Czas apokalipsy (Apocalypse Now, 1979).
W miniserialu NBC Kennedy (1983) wcielił się w postać Johna F. Kennedy’ego.
W 1995 roku został odznaczony Orderem Chorwackiej Jutrzenki.

## Życie prywatne
23 grudnia 1961 ożenił się z Janet Elizabeth Templeton. Mają czworo dzieci, którzy zostali również aktorami: trzech synów – Emilio (ur. 1962), Ramona (ur. 1963) i Charliego (ur. 1965) – oraz jedną córkę Renee (ur. 1967).

## Filmografia

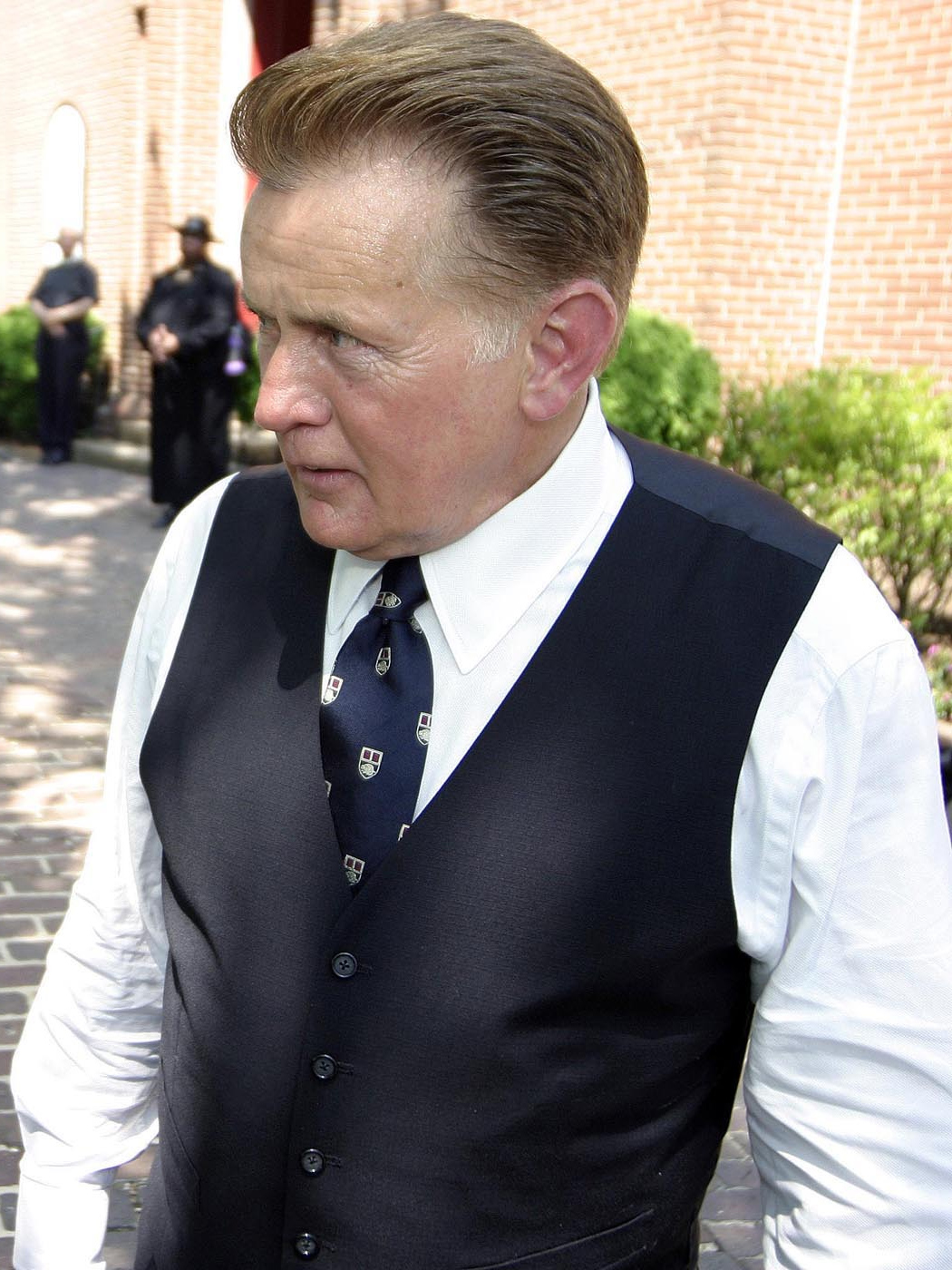
Sheen (2004)

- 1970: Paragraf 22 jako podporucznik Dobbs
- 1972: Śmiercionośny ładunek jako mjr Holliford
- 1973: Badlands jako Kit Carruthers
- 1979: Orle skrzydło (Eagle’s Wing) jako Pike
- 1979: Czas apokalipsy jako kpt. Benjamin L. Willard
- 1980: Jeszcze raz Pearl Harbor jako Warren Lasky
- 1982: Gandhi jako Vince Walker
- 1983: Mężczyzna, kobieta i dziecko jako Robert Beckwith
- 1983: Enigma jako Alex Holbeck
- 1983: Martwa strefa jako Greg Stillson
- 1984: Podpalaczka jako kapitan „Cap” Hollister
- 1986: Zranione dusze (Shattered Spirits) jako Lyle Mollencamp
- 1987: Wall Street jako Carl Fox
- 1987: Wyznawcy zła jako Cal Jamison
- 1988: Proces w Berlinie jako sędzia Herbert J. Stern
- 1991: JFK jako narrator (głos)
- 1993: Dłonie jako kapitan Swaggert
- 1993: Gettysburg jako Robert E. Lee
- 1993: Hot Shots! 2 jako kpt. Benjamin L. Willard
- 1995: Prezydencki szmal jako sędzia
- 1995: Prezydent: Miłość w Białym Domu jako szef A.J. MacInerney
- 1995: Gospa jako ojciec Jozo Zovko
- 1996: Projekt ALF jako pułkownik Gilbert Milfoil
- 1997: Spawn jako Jason Wynn
- 1997: Hostile Waters jako kapitan Aurory
- 1998: Łatwa forsa jako New Warden
- 1998: Kodeks zbrodni jako Bill Peterson
- 1999: Zagubione znalezione jako Millstone
- 1999–2006: Prezydencki poker jako Josiah Barlett
- 2001: O-Otello jako trener Duke Goulding
- 2002: Złap mnie, jeśli potrafisz jako Roger Strong
- 2006: Bobby jako Jack Stevens
- 2006: Infiltracja jako Oliver Queenan
- 2007: Miasto śmierci jako George Morgan
- 2009: Miłość w Seattle jako ojciec Burke’a
- 2009: Konspiracja Echelon jako Raymond Burke
- 2010 Droga życia jako Thomas „Tom” Avery
- 2011 Druga twarz jako Tom Highland
- 2012: Przyjaciel do końca świata jako Frank Petersen
- 2012: Niesamowity Spider-Man jako Ben Parker
- 2014: Selma jako Frank Minis Johnson
- 2015–2021: Grace i Frankie jako Robert
- 2016: Ania z Zielonego Wzgórza jako Matthew Cuthbert